# Bangka
För andra betydelser, se Bangka (olika betydelser).

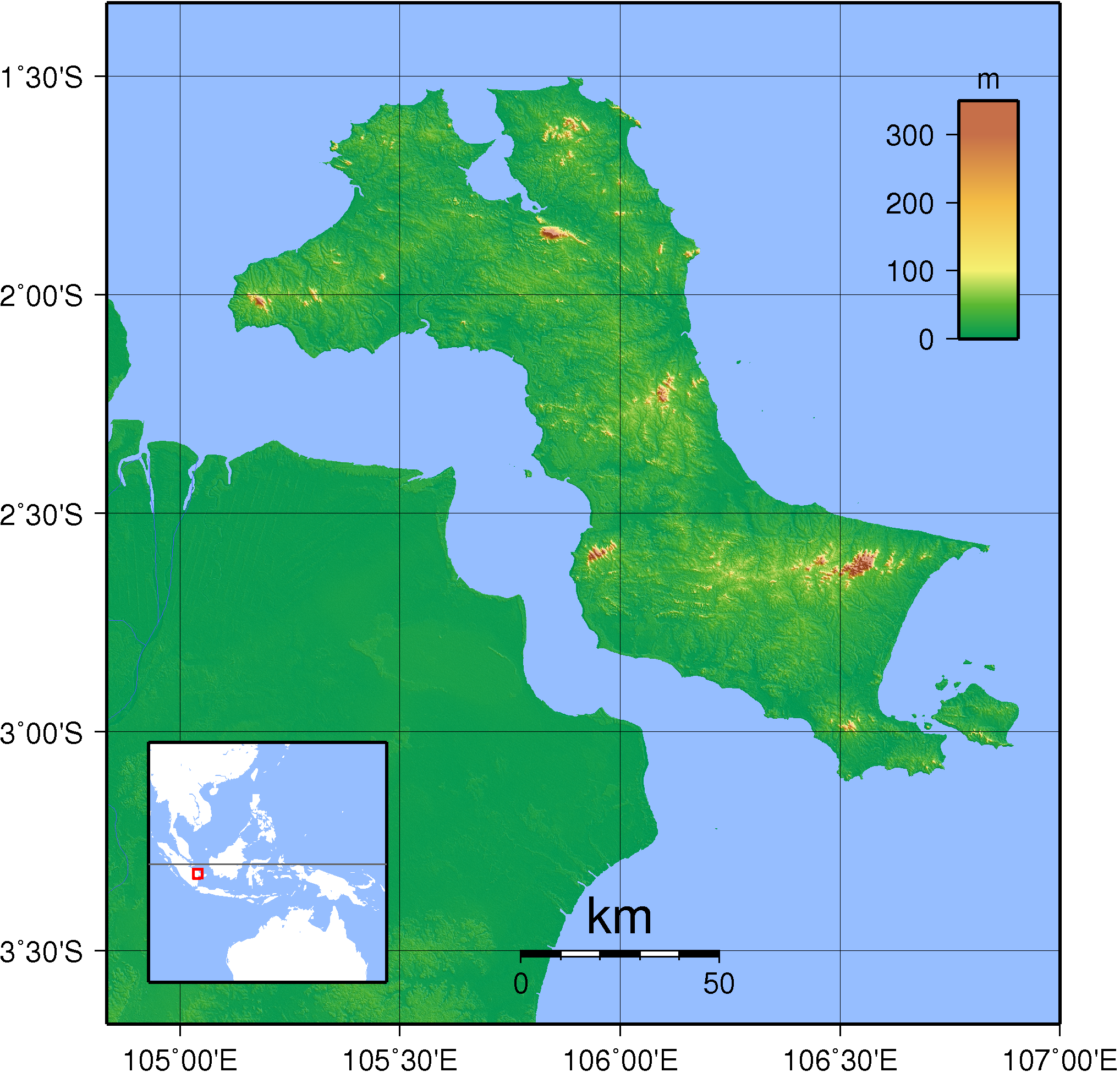
Bangka

Bangka (indonesiska:Pulau Bangka) är en indonesisk ö som tillsammans med ön Belitung bildar provinsen Bangka-Belitung. Ön har en yta på 11 910 km². Den största staden är Pangkal Pinang och som är huvudort i Bangka-Belitung provinsen. 
Ön ligger öster om Sumatra, separerade av Bangkastasundet. Norrut ligger Sydkinesiska havet , i öster, över Gasparsundet ligger ön Belitung, och i söder ligger Javasjön. Ön är en stor producent av tenn och peppar.